# 4º Gruppo volo
Il IV Gruppo era un Gruppo di volo del Servizio Aeronautico del Regio Esercito, attivo nella prima guerra mondiale.

## Storia

### Prima guerra mondiale
Con il nuovo ordinamento dell'aviazione il reparto nasce il 15 aprile 1916 dal Gruppo comando supremo agli ordini del Comando supremo militare italiano. Viene comandato dal tenente colonnello Lelio Gaviglio che dispone della 1ª Squadriglia, 2ª Squadriglia, 3ª Squadriglia, 6ª Squadriglia, 7ª Squadriglia e 8ª Squadriglia Caproni.
Successivamente il comando passa al ten. col. Alberto Felice Marenghi-Marenco, il 30 giugno arriva la 10ª Squadriglia da bombardamento "Caproni" ed in ottobre la 13ª Squadriglia.
Nel gennaio 1917 al Gruppo di Pordenone arriva anche la 14ª Squadriglia ed il 13 febbraio Marenco lascia il comando al Maggiore Luigi Falchi (aviatore).
Il 10 aprile rimane con la 1ª, 8ª, 10ª, 13 e 14ª cedendo le rimanenti all'XI Gruppo ed in maggio si sposta a Comina (Friuli-Venezia Giulia) ricevendo la Sezione Difesa locale, con i Farman ed in giugno la 5ª Squadriglia.
Il 1º ottobre il nuovo comandante è il maggiore Ferdinando Bonazzi (aviatore), il 4 arriva la 15ª Squadriglia da bombardamento Caproni e nel mese cede la 5ª.
Dopo la battaglia di Caporetto, in dicembre si sposta a San Pelagio (Due Carrare) ed alla vigilia di Natale cede la 14ª e la 15ª.
Il 3 febbraio 1918 ritorna la 5ª ed in settembre arriva la 87ª Squadriglia aeroplani che con Gabriele D'Annunzio in agosto aveva fatto il volo su Vienna.
Nell'ambito della battaglia di Vittorio Veneto il reparto entra nella Massa da Bombardamento.
Alla fine delle ostilità rimane con la 1ª, 5ª, 8ª e 13ª Squadriglia.
Al 28 febbraio 1919 dispone della 1ª, 2ª, 5ª e 8ª ed a primavera comandato dal magg. Salvatore Russi è con la 1ª, 5ª e 8ª.
A maggio dispone della 14ª su Caproni Ca.44, 1ª, 4ª e 8ª.
Viene sciolto il 1º agosto 1919.
Nel 1922 era nel Raggruppamento da Bombardamento con la 1ª e 8ª Squadriglia.

### Regia Aeronautica
Dopo il 28 marzo 1923 era nel 1º Stormo Aeroplani da Bombardamento con i Caproni Ca.33 della Regia Aeronautica.
Alla fine del 1925 il IV Gruppo BN era con i Caproni Ca.36 composto dalla 13ª Squadriglia, 14ª Squadriglia e 15ª Squadriglia, sul Campo della Promessa di Lonate Pozzolo ed all'Aeroporto di Bresso.
Il 5 gennaio 1935 era a Lonate Pozzolo nel 7º Stormo BN su due Squadriglie: la 14ª Squadriglia e 15ª Squadriglia.

### Guerra d'Etiopia
Il Comando IV Gruppo bombardamento AO della Regia Aeronautica rinasce il 6 marzo 1935 al Campo della Promessa di Lonate Pozzolo nell'ambito della Guerra d'Etiopia.
Il 9 marzo il personale del reparto è imbarcato, il 18 marzo arriva a Massaua; durante il mese di marzo ed aprile continuano i lavori di approntamento degli aerei ed ambientamento del personale. Il gruppo è composto da:
- 14ª Squadriglia;
- 15ª Squadriglia.

Il Comando IV Gruppo bombardamento AO di Asmara (poi Aeroporto Internazionale di Asmara) il 3 ottobre 1935 era formato da:
- 14ª Squadriglia di Asmara sui Caproni Ca.101 D2;
- 15ª Squadriglia di Asmara sui Ca.101 D2.

Il Comando del Gruppo è del Maggiore Angelo Tessore (al 15 ottobre 1943 Generale di Brigata Aerea comandante dell'Unità Aerea dell'Aeronautica Cobelligerante Italiana), della 15ª Squadriglia è del Capitano Galeazzo Ciano; Bruno Mussolini e Vittorio Mussolini fanno parte della 14ª Squadriglia.
Il 1º marzo 1936 durante la Seconda battaglia del Tembien (27-29 febbraio 1936), nel cielo d'Abissinia, nella regione di Andino, a bordo di un Caproni Ca.101 contrassegnato dal numero 3 della 15ª Squadriglia, il Tenente Mario Mameli trovò la morte assieme al comandante del 14º Stormo Tenente Colonnello Ermanno Bartolini, al Sergente motorista Carlo Cipollini e al Sergente r.t. Florio a causa di colpi di mitragliatrice, mentre risaliva le pendici del Monte Andino per neutralizzarne un nido.
Il 13 aprile 1936 Ventidue aeroplani hanno sorvolato Addis Abeba percorrendo in sette ore di volo oltre 1100 km. senza alcun incidente. Erano 13 Caproni da bombardamento pesante e 9 apparecchi da incursione veloce. Giunti sulla capitale nemica, mentre i primi ne percorrevano il cielo in tutti i sensi, i secondi si abbandonavano alle più audaci acrobazie. Furono gettate migliaia di manifestini che elencavano le battaglie vinte, le regioni occupate, i capi etiopici messi in fuga, e concludevano: «Avremmo potuto ridurre Addis Abeba a un cumulo di rovine, non lo facciamo, contentandoci per ora che la popolazione conosca la verità !». Durante il volo di ritorno l'apparecchio del capitano Ciano era costretto da un'avaria di motore ad atterrare a Quoram; quello del tenente Farinacci, che l'accompagnava, esaurito il carburante compiva un difficile atterraggio di fortuna sulla piana di Cobbò. L'indomani mattina quest'ultimo era raggiunto in volo dal sottotenente Bruno Mussolini che lo riforniva, e poco dopo entrambi ripartivano e giungevano al campo base. (Bollettino di guerra)

### Seconda guerra mondiale
Al 10 giugno 1940 era a Lonate Pozzolo al comando del Mag. Bruno Anerdi nel 7º Stormo Bombardamento Terrestre con i Fiat B.R.20 sempre con la 14ª e 15ª Squadriglia.
Nell'Aeronautica dell'Africa Orientale c'era il 4º Gruppo Bombardieri Bis con la 14ª e 15ª Squadriglia con 6 Savoia-Marchetti S.M.81 ognuna all'Aeroporto di Dire Dawa inquadrato nel Settore Ovest di Addis Abeba.